# M/S Andrea
M/S Andrea, tidigare M/S Magdelone och Sundbuss Magdelone, är en passagerarfärja insatt i Reykjavik på Island för sightseeing av valar. Innan dess var båten insatt i trafik mellan Båstad och Torekov.
Färjan byggdes 1972 av Lindstölds Skips og Baatbyggeri A/S i Risør i Norge tillsammans med sina två systerfartyg M/S Sundbuss Erasmus, färdigställd 1971, och M/S Sundbuss Jeppe, färdigställd 1974, åt A/S Moltzau Tankrederi i Oslo. Färjan utchartrades till Sundsbussarna A/S i Helsingör och sattes in på HH-leden mellan Helsingborg och Helsingör den 30 april 1972. Färjan var norskflaggad fram till 2001 då den bytte till svensk flagg med hemmahamn Helsingborg. År 2007 såldes färjan till Marin Event Väst AB i Göteborg och gjorde sin sista tur mellan Helsingborg och Helsingör den 30 november 2007. I och med ägarbytet ändrades namnet till endast Magdelone.
Under sommaren 2008 trafikerade färjan rutten mellan Båstad och Torekov på dagtid, medan den under kvällarna fungerade som restaurangbåt i Båstads hamn. Verksamheten hade dock för dålig beläggning och rutten lades ner inför sommaren 2009. Ägarna Marin Event lade upp båten för försäljning.
Hon blev därefter såld till företaget Hvalalif på Island, blev omdöpt till Andrea och finns sedan november 2009 i Reykjavik.